# Vovkodaieve, Novoaidar
Vovkodaieve (în ucraineană Вовкодаєве) este un sat în comuna Koleadivka din raionul Novoaidar, regiunea Luhansk, Ucraina.

## Demografie
Componența lingvistică a localității Vovkodaieve
     Ucraineană (88,43%)
     Rusă (11,57%)
Conform recensământului din 2001, majoritatea populației localității Vovkodaieve era vorbitoare de ucraineană (88,43%), existând în minoritate și vorbitori de rusă (11,57%).